# 6520 Sugawa
6520 Sugawa eller 1991 HH är en asteroid i huvudbältet som upptäcktes den 16 april 1991 av de japanska astronomerna Satoru Otomo och Osamu Muramatsu i Kiyosato. Den är uppkallad efter den japanska astronomen Chikara Sugawa.
Den tillhör asteroidgruppen Flora.